# Magisches Auge (Radio)

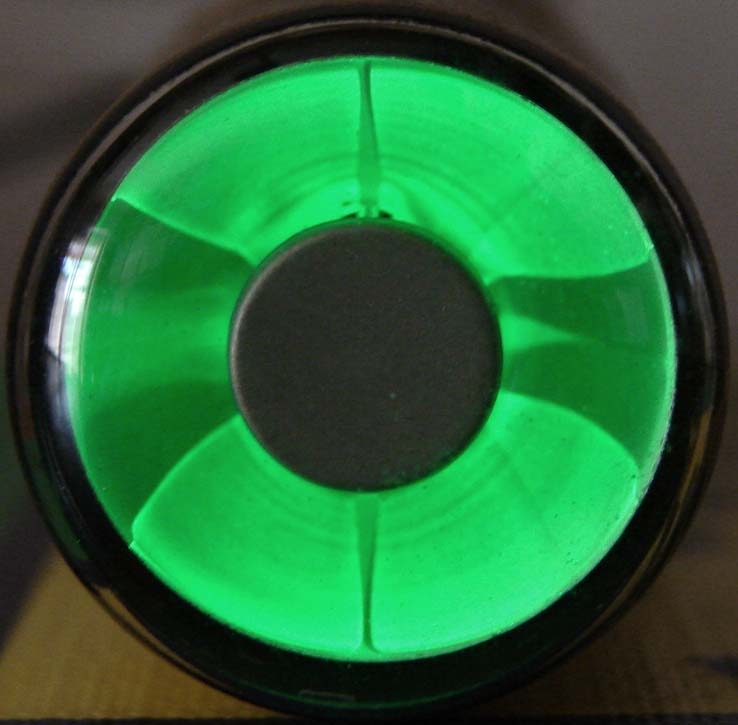
Magisches Auge realisiert mit der EM34

Animation der Verwendung eines Magischen Auges

Magisches Auge ist die umgangssprachliche Bezeichnung für eine Abstimmanzeigeröhre, eine spezielle Elektronenröhre, welche die Stärke eines Signals nach dem Prinzip der Bargraph-Anzeige als Leuchtbalken oder -sektor anzeigt und oft in älteren Radiogeräten, aber auch in Fernsehgeräten eingebaut ist.
Auch Tonbandgeräte, Audioverstärker und andere Geräte besaßen ein Magisches Auge als Pegelanzeige.
In mit Elektronenröhren bestückten Empfangsgeräten aus der Mitte des 20. Jahrhunderts bis in die 1970er Jahre zeigt sowohl das „Magische Auge“ als auch das später aufkommende "Magische Band" an, wie genau das Gerät auf die Sendefrequenz des zu empfangenden Senders eingestellt ist. Die Anzeigeröhre übernimmt dabei die Funktion einer Abstimmanzeige, wofür üblicherweise die Regelspannung des Empfängers direkt verwendet wird. Der Grund für die Verwendung dieser (simplen) Anzeige liegt darin, dass für damalige Empfangsgeräte wie Radios zwar Regeleinrichtungen wie AFC oder Phasenregelschleifen für das automatische Einstellen, Abgleichen und laufende Nachjustieren der Empfangsfrequenz verfügbar waren, diese aber technisch so aufwändig und teuer waren, dass nur Luxusgeräte damit ausgestattet wurden.

## Formen und Anwendungen
Man unterscheidet je nach Ausführung der Anzeige zwischen Magischem Fächer, Magischem Band und Magischer Waage. Ursprünglich besaß das Magische Auge einen runden Leuchtschirm, was den Begriff „Auge“ erklärt; das Funktionsprinzip ist allerdings immer gleich, lediglich die Art der Darstellung ist unterschiedlich.
Bei Tonbandgeräten wurde anhand des Ausschlages einer solchen Anzeigeröhre (meist Band oder Fächer) die Aussteuerung der Aufnahme eingestellt. Bei älteren Verstärkern (z. B. sogenannten Orchesterverstärkern) konnte man mittels solcher Anzeigen die Signalhöhe erkennen bzw. eine Übersteuerung feststellen. Heute werden dafür VU-Meter (Drehspulmesswerke) oder LED-Balkenanzeigen eingesetzt.
Ist (z. B. bei balkenförmiger Anzeige, d. h. Magischem Band) ein Sender schlecht eingestellt oder das Signal niedrig, so ist der nicht leuchtende Bereich zwischen den leuchtenden Balken auf die ganze Breite ausgedehnt. Je sauberer der Empfang bzw. je höher das Signal ist, desto schmaler wird der dunkle Bereich zwischen den Balken und verschwindet bei einem starken Sender bzw. Erreichen der Aussteuerungsgrenze ganz. Bei Übersteuerung überschneiden sich die hellen Bereiche beider Seiten und führen zu einem Streifen doppelter Leuchtintensität, was als deutlicher Indikator dient, den Pegel entsprechend herunterzuregeln.
Halbkreisförmige „Augen“ (d. h. Magische Fächer, z. B. EM80, EM81 oder EM85) zeigen bei schlechtem Empfang eine Auffächerung, während bei besserem Empfang nur die Mitte hell erscheint.
Komplett runde Anzeigen sind sog. echte Magische Augen: sie zeigten kreuzförmig vier Kreissektoren an, deren Winkel sich ändert (z. B. EM35). Bei schwacher Ansteuerung ist ein X ähnlich einem Andreaskreuz sichtbar, bei Vollansteuerung ein breites Kreuz bzw. nahezu ein Vollkreis. Hier existieren Varianten (z. B. EM11, EM34), die zwei Leuchtwinkel unterschiedlicher Empfindlichkeit aufweisen. So lässt sich der Empfänger mit dem empfindlicheren Leuchtwinkel auf schwache Sender einwandfrei abstimmen, während mit dem unempfindlicheren Leuchtwinkel auf starke Sender abgestimmt werden kann (hierbei erscheint der empfindlichere Teil schon völlig ausgesteuert). Technisch wurde dies mit unterschiedlicher Steilheit der pro veränderlichem Leuchtwinkel integrierten Verstärkertrioden realisiert.
Es gibt runde Magische Augen, bei denen nur zwei kreissektorförmige Leuchtflächen vorhanden sind, deren Winkel sich bei Vollaussteuerung vergrößert (z. B. EM34), sowie Ausführungen mit nur einem Winkel (z. B. 6E5).

Verschiedene Ausführungen des Magischen Auges
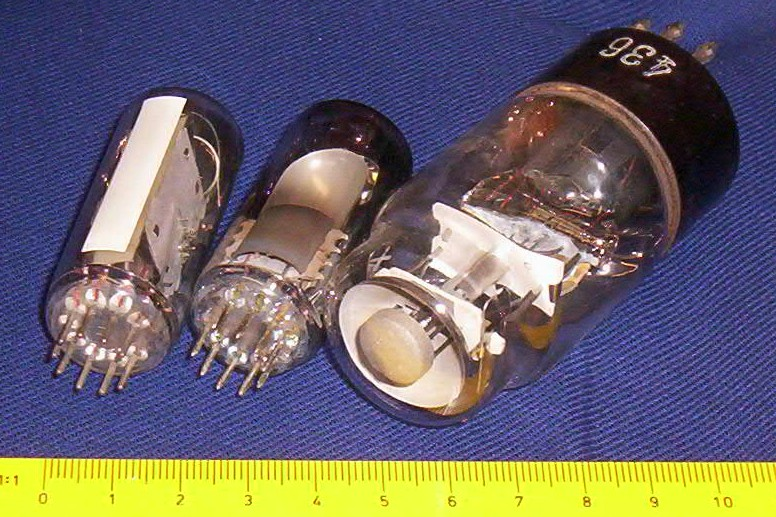
Verschiedene Röhren, EM84, EM80, UM11
Der Leuchtfächer einer EM80
Das „magische Band“ einer EM84 (oft auch horizontal eingebaut)
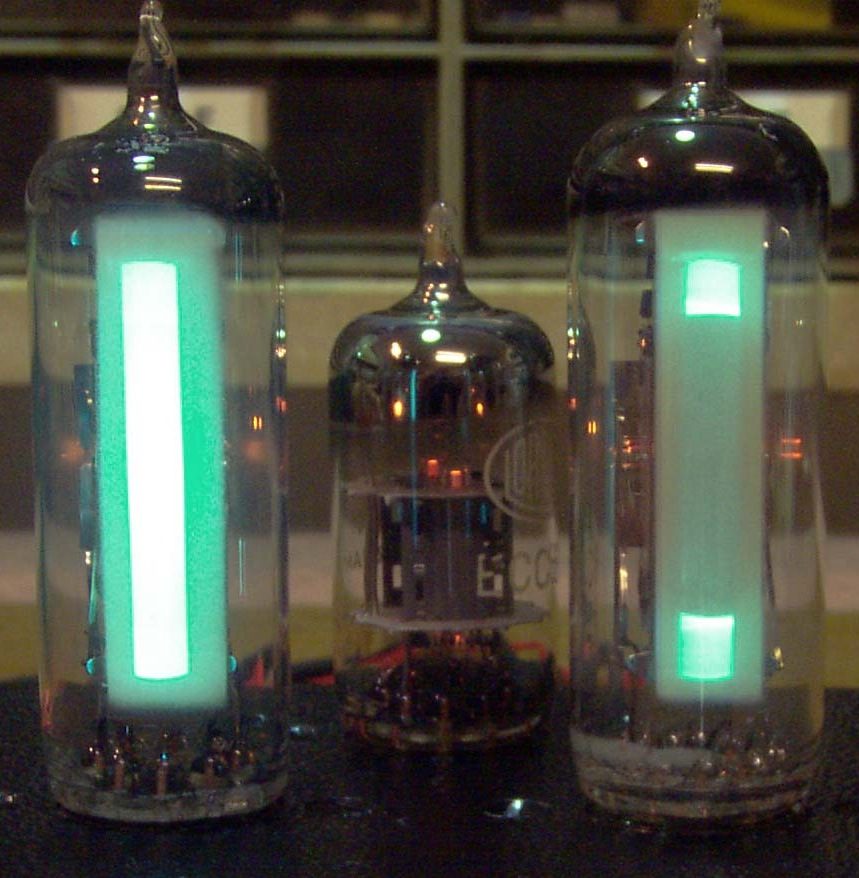
Ein Paar EM84 in Betrieb, links in voll ausgesteuertem Zustand
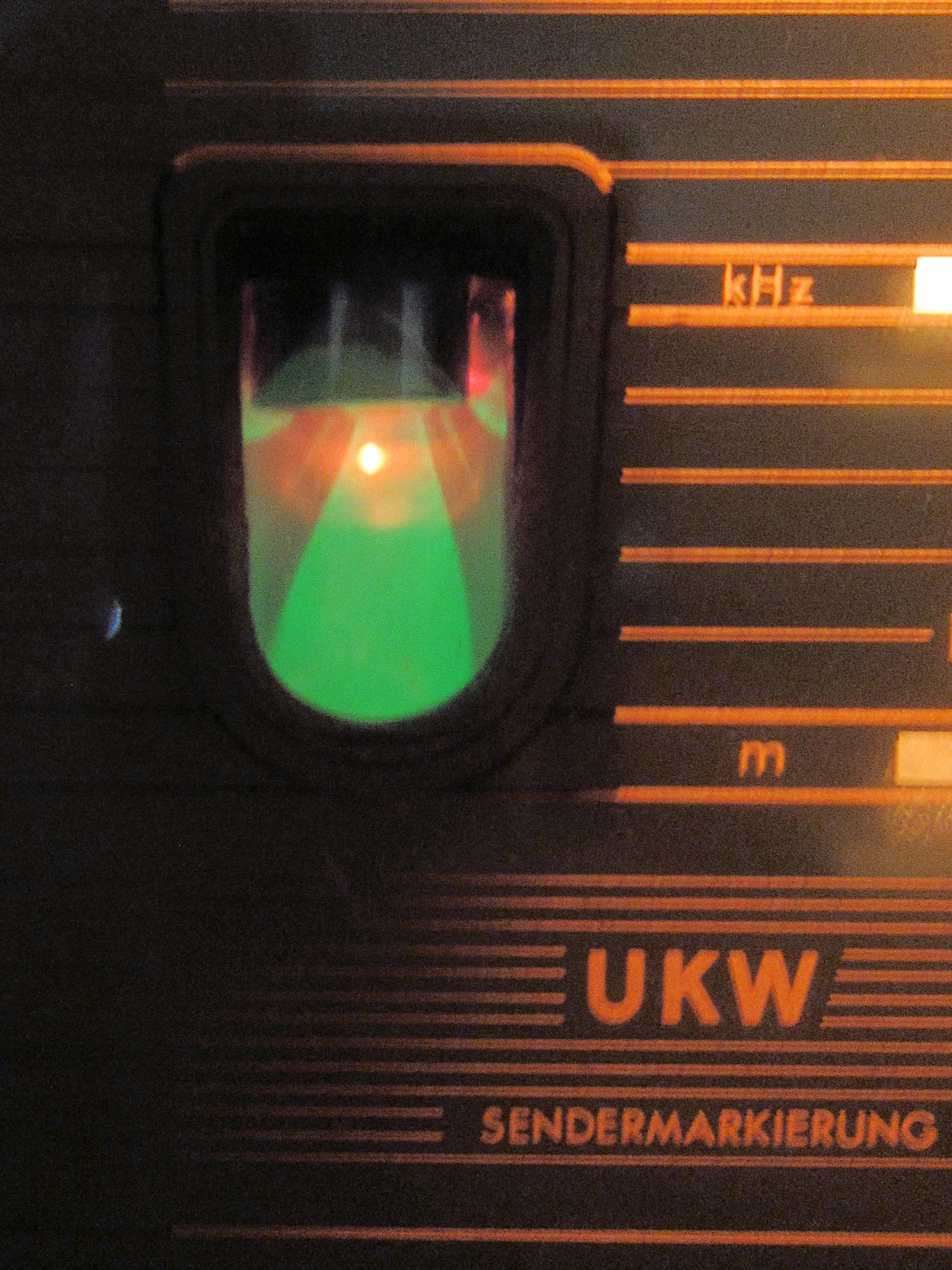
"Magisches Auge" des Telefunken-Radios "Concerto"

## Funktionsweise
Abstimmanzeigeröhren sind Elektronenröhren, deren Elektronenstrom auf eine fluoreszierende Schicht (meist aus reinem Zinkorthosilikat [Willemit], bzw. Mangan-aktiviertem Zinkorthosilikat, oder aus einer Mischung aus Willemit und Zinkoxid) gelenkt wird. Diese leuchtete stets in grünem oder blaugrünem Licht und war auf der entsprechend geformten Anode oder innen auf dem Glaskolben aufgebracht. Ähnlich wie bei den auch in digitalen Displays noch eingesetzten Fluoreszenzanzeigen basiert das Leuchtsignal auf dem Mechanismus der Kathodolumineszenz.
Bei neueren Bauformen ist die Leuchtschicht nicht mehr auf einem metallischen Träger im Röhreninnern, sondern direkt auf der inneren Glasoberfläche des Röhrenkolbens aufgebracht. Auch wurde die Leuchtschicht nicht mehr aus reinem Zinkorthosilikat hergestellt, sondern aus Willemit mit einer Beimengung von Zinkoxid. Reines Willemit verliert durch das Elektronenbombardement relativ schnell an Leuchtkraft, während das Zinkoxid durch diese Behandlung sogar an Leuchtkraft gewinnt. Dabei zeigt diese Leuchtstoffmischung eine blaugrüne Kathodolumineszenz, während reines Willemit hier ein sattes Grün emittiert.
Die Richtungsablenkung geschieht mit Steuerelektroden (Stegen), die den von der Kathode ausgehenden Elektronenstrom zu Bündeln formen oder auch nur auseinanderdrücken (Lückenbildung z. B. bei Magischen Bändern).
Damit die Elektronen von der kristallinen, nichtleitenden Leuchtschicht besser abfließen können, wurde oft unter die Leuchtschicht noch eine Graphitschicht (Aquadag) aufgebracht. Bei Röhren mit Leuchtschicht auf dem Glas werden transparente leitfähige Oxidschichten benutzt.
Es gab jedoch auch Abstimmanzeigen auf der Basis spezieller Glimmlampen, bei denen mit einer Steuerelektrode wie bei einem Bargraph die Kathodenbedeckung verändert werden konnte.

## Beispiele
| Typ  | Ruhezustand                 | Ausgesteuert               |
| ---- | --------------------------- | -------------------------- |
| EM71 | Eine EM71 ohne Aussteuerung | Eine EM71 mit Aussteuerung |
| EM80 | Eine EM80 ohne Aussteuerung | Eine EM80 mit Aussteuerung |
| EM85 | Eine EM85 ohne Aussteuerung | Eine EM85 mit Aussteuerung |

Bekannteste Typen der E-Serie (das E bedeutet 6,3 V Heizspannung):
- Auge: EM1, EM2, EM3, EM5, EM4, EM11, EM34, EM35
- Fächer: EM71, EM80, EM81, EM85
- Band: EM83, EM84, EM87, EMM801, EMM803

Die Typen EM83 / 84 / 87 / 800 (Magisches Band) und die EM80 (Fächer) sind noch als Neuteile erhältlich, die Typen EM34 und EM35 sind dagegen sehr selten und daher teuer.
Auch viele Typen der entsprechenden U-Ausführung (Serienheizung 100 mA) sind noch erhältlich, zum Beispiel die UM 80 / 81 / 84. Die noch früher häufig eingesetzte UM 11 ist dagegen recht rar geworden.
Zudem gibt es Typen, welche eine Stereoanzeige möglich machen, indem sie zwei getrennte Leuchtsystem haben. Wie EMM801, EMM800 oder die angesprochene EM83, die es nur in der DDR gab und auch als „magische Waage“ bezeichnet wurde. 
Die EMM803 hatte ein kleines zweites Leuchtfeld unterhalb des großen Balkenleuchtfeldes mit welchem eine Stereosendung bei alten Radios angezeigt wurde.
Die E82M kam nie über das Labormuster hinaus und zeigte über die gesamte Höhe des Leuchtfeldes einen seitlich wandernden Balken.